# 엘리제를 위하여
바가텔 25번 가단조 (WoO 59번, Bia 515), 또는 엘리제를 위하여 (Für Elise)는 베토벤이 1810년도에 작곡한 피아노 독주를 위한 작품이다.

## 역사
이 악보는 베토벤이 세상을 떠난 지 40년이 지난 1867년이 되어서야 출판되었다. 이 작품의 발견자인 독일의 음악 학자 루트비히 놀은 현재 분실된 원래의 자필 서명 원고가 다음과 같은 제목을 가지고 있었다고 단언했다ː Für Elise am 27 April [1810] zur Erinnerung von L. v. Bthvn ("4월 27일 [1810년], 베토벤의 기억 속의 엘리제를 위하여"). 연도는 표시되어 있지 않았지만, 현재 "BH 116"이라는 서명으로 베토벤 하우스에 보관되어 있는 두 단계에 걸쳐 작성된 전체 작품의 포괄적인 초안에서는 1810년 6월 15일에 초연된 에그몬트, 작품 번호 84와 군악대를 위한 행진곡 2번, WoO 19의 스케치도 포함되어 있어, 1810년 봄으로 대략적인 시기를 추정하고 있다. 이 작품은 1867년에 요한 프리드리히 코타에 의해 슈투트가르트에서 출판된, 놀의 Neue Briefe Beethovenes ("베토벤의 새 편지")의 일부로 28~33 페이지에 게재되었다.

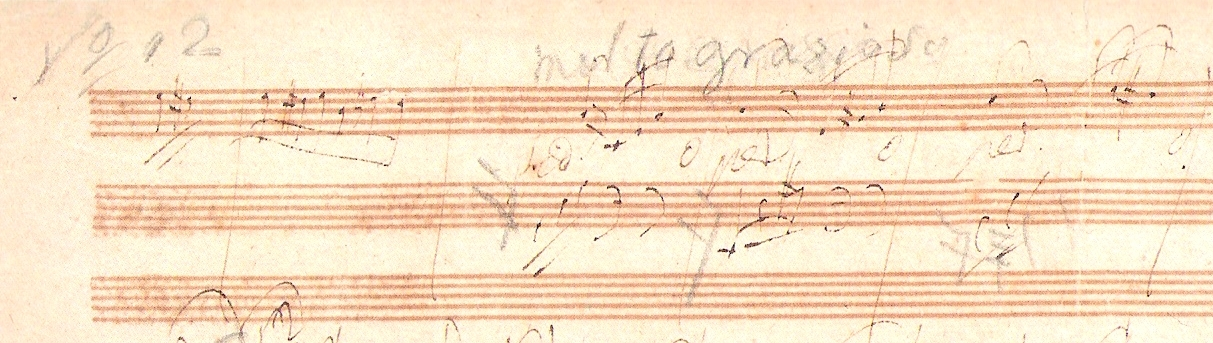
"엘리제를 위하여"의 원본 자필악보 스케치 리프

오늘날 우리가 익히 알고 있는 "엘리제를 위하여" 버전은 루트비히 놀이 필사한  버전이다. 베토벤 학자인 배리 쿠퍼의 후기 원고로부터 옮겨온, 반주에 급격한 변화가 있는 최신의 버전도 있다. 베토벤은 이 곡을 바가텔 사이클에 추가하려고 의도한 것으로 여겨진다. 배리 쿠퍼는 1984년에 뮤지컬 타임즈의 에세이에서 현재 남아 있는 두 개의 자필 초안("BH 116"을 가리킴) 중 하나가 우리에게 알려진 출판 버전과 매우 유사하다고 썼다. 베토벤 하우스 디지털 아카이브에서 온라인으로 볼 수 있는 해당 초안은, 평소 베토벤의 경우와 마찬가지로 손글씨는 해독하기 어렵지만, 우리가 확실히 알고 있는 "엘리제를 위하여"의 모습이다. "BH 116"에는 1822년에 만들어진 각색본이 여전히 포함되어 있다. 이 버전은 베토벤이 헌정자에게 바친 자필 원고가 더 이상 없던 시기에 쓰여진 것으로 보이며, 아마도 베토벤은 이 피아노 곡을 출판에 적합한 버전으로 만들려고 의도했을 것이다. 하지만, 베토벤은 이 각색의 결과로 최종의 버전을 제작하지는 못했다.

## "엘리제"의 정체

### 테레제 말파티

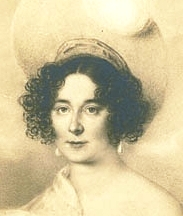
테레제 말파티

테레제 말파티는 "엘리제를 위하여"("Für Elise")의 헌정받는 여인으로 알려져 있다. "엘리제"가 누구였는지 확실하지 않다. 독일의 음악 학자 막스 웅거는 베토벤의 생애에서 "엘리제"라는 이름을 가진 여성은 단 두 명뿐이었다고 추정했고(작가 엘리제 폰 데르 레케와 피아니스트 엘리제 마리아 뮐러를 가르킴), 헌정에 대해 의문을 제기했다. 그는 루트비히 놀이 제목을 잘못 썼을 수도 있으며, 원래의 제목은 "테레제를 위하여"("Für Therse")로, 테레제 말파티에 대한 언급일 수 있다고 제안했다. 그것은 놀이 원래의 자필 서명 원고를 필사할 때, 베토벤의 친구이자 사랑한 연인 중 하나였던 테레제 말파티의 이름 "Therese"를 베토벤의 악필로 인해 "Elise"로 잘못 옮겨 적었다는 추측이었다. 웅거의 논제는 수십 년 동안 학술 문헌에서 거의 의문시되거나 사실로 채택되지 않았다. 그러나 많은 사람들은 놀과 같은 영향력 있는 베토벤 학자가 무심코 "테레제"라는 이름을 "엘리제"로 해독하는 것은 거의 불가능하다고 생각했다. 더욱이 그가 이 작품은 "테레제를 위해 쓰여진 것이 아니다"'라고 명시적으로 밝혔기 때문이다.
1816년에 테레제는 오스트리아의 귀족 빌헬름 판 드로스디크와의 결혼을 위해 베토벤에게서 돌아섰지만, 그녀는 1810년에 베토벤에게 구혼을 받은 베토벤의 친구이자 학생이기도 했다. 테레제 브룬스비크에게 바치는 "피아노 소나타 24번"도 때로는 "테레제를 위하여(für Therse)라고 부르기도 한다. 오스트리아의 음악학자 마이클 로렌츠는 1851년에 베토벤의 자필 악보를 말파티로부터 인계받은 요제프 루돌프 샤흐너가 공업 교사였던 바베트 브레들의 혼외에서 태어난 아들이라는 것을 밝혀냈다. 1865년에 바베트는 소지하고 있는 베토벤의 자필 악보를 존경받는 음악학자인 놀에게 필사하도록 했다. 놀은 1867년 초에 처음으로 이 작품을 출판했다.

### 엘리자베트 뢰켈

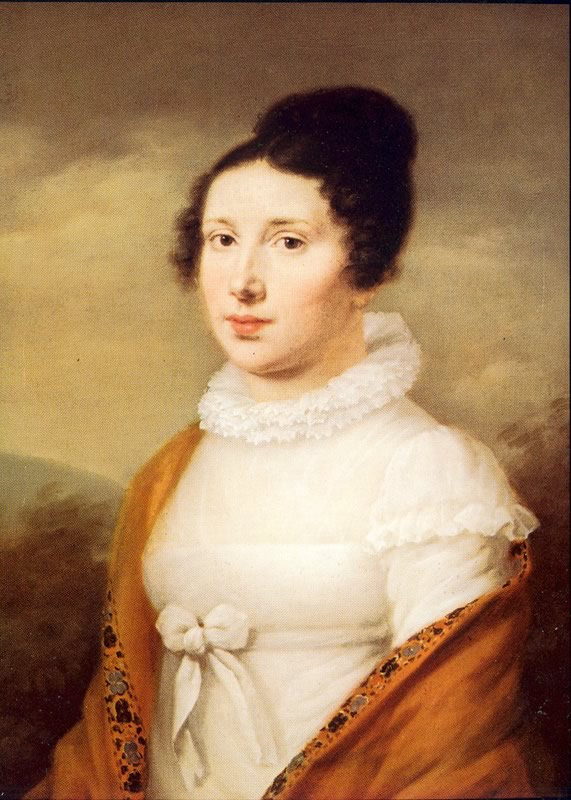
엘리자베트 뢰켈

베를린의 음악 학자 클라우스 마틴 코피츠의 2010년 연구에 의하면, 이 작품이 베토벤의 오페라 "피델리오"의 1806년 재공연에서 플로레스탄을 연기한 요제프 아우구스트 뢰켈의 여동생인 17세의 독일 소프라노 엘리자베트 뢰켈을 위해 쓰여졌다는 증거가 있다. 교구 사제에 의해 엘리제로 불렸던 그녀는(나중에 그녀는 스스로를 "베티"(Betty)라고 칭했다), 1808년 이후부터 베토벤과 종종 만나는 친구 관계였는데, 코피츠에 의하면 베토벤이 그녀와의 결혼을 원했을 것이라고 한다. 그러나 1810년 4월 엘리자베트 뢰켈은 밤베르크의 극장에서 약혼을 했고, 그 곳에서 공연된 모차르트의 "돈 조바니"에서 도나 안나 역으로 무대 데뷔를 하여 작가 E.T.A. 호프만의 친구가 되었다. 1811년 뢰켈은 빈으로 돌아왔고, 1813년 베토벤의 친구 요한 네포무크 훔멜과 결혼했다.
2015년 코피츠는 베토벤과 뢰켈의 관계와 그 유명한 피아노곡에 대한 추가 자료를 발표했다. 그녀는 또한 오페라 소프라노 안나 밀더-하웁트만과 절친한 친구였고, 그녀와 그녀의 오빠 요제프 아우구스트 뢰켈과 함께 극장에서 함께 살았다는 것이었다. 1830년에 안나 밀더-하웁트만이 쓴 엘리자베트 뢰켈에게 보낸 편지에서, 그녀는 정말로 엘리자베트 뢰켈을 "엘리제"라고 불렀다.
그러나 후에 오스트리아의 음악 학자 미카엘 로렌츠에 의해 루트비히 놀이 1851년에 요제프 루돌프 샤크너에게 베토벤의 자필 악보를 인계하면서 악보가 테레제 말파티로부터 전해졌다는 것이 밝혀졌고 베토벤이 엘리자베트 뢰켈을 위해 작곡을 하였다는 추측은 논박되었다.

### 엘리제 바렌스펠트
2014년에 캐나다의 음악 학자 리타 스테블린은 간략히 엘리제라는 이름으로 불린 독일 소프라노 엘리자베트 바렌스펠트가 헌정받는 여인일 수도 있다고 제안했다. 레겐스부르크에서 태어나 한동안 신동으로 대우받던 그녀는 처음에는 베토벤의 친구 요한 네포무크 멜젤과 함께 레겐스부르크에서 콘서트 투어를 하고, 그 후 얼마 동안 그와 함께 빈에서 생활하면서 안토니오 살리에리의 노래 레슨을 받았다. 스테블린은 멜젤과 바렌스펠트의 저택 맞은 편에 살며 피아노 레슨을 했을지도 모르는 테레제 말파티에 대한 호의로 베토벤이 13세의 엘리스 바렌스펠트에게 이 작품을 바쳤다고 주장했다. 스테블린은 자신의 가설에 물음표가 남아 있음을 인정했다.

## 음악
왼손 아르페지오 반주 위에 얹어지는 오른손 선율은 큰 기교를 요구하지 않으면서도 아름다운 선율을 자아내어 피아노 초보자들이 연주하기에 적합하다.
가단조, 3/8 박자, "포코 모토"(조금 빠르게)로 시작하고 A-B-A-C-A의 5부 론도 형식이다. 발단을 이루는 'A'부분은 서정적인 분위기가 주를 이루고, 전개로 이어지는 'B'부분은 화성적이며 상대적으로 격정적이다. 두번째 전개의 'A'가 반복된 후에는 위기와 절정의 두번째 에피소드 'C'(짧은 카덴차)가 찾아오고, 마지막으로 결말의 'A'가 다시 반복된다.

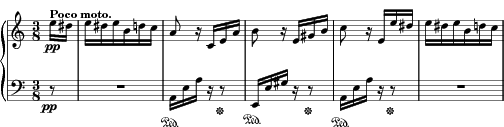
엘리제를 위하여 도입부분

## 음반 참조
- 아르투르 슈나벨, 1938 (Naxos)
- 빌헬름 켐프, 1955 (Decca)
- 알프레드 브렌델, 1962 (Vox)
- 빌헬름 켐프, 1964 (DG)
- 안드레 왓츠, 1974 (Sony)
- 알렉시스 바이센베르크, 1978 (EMI Classics)
- 알프레드 브렌델, 1984 (Philips)
- 필리프 앙트르몽, 1985 (Sony)
- 아나톨 우고르스키, 1991 (DG)
- 브리짓 앙제레, 1991 (Harmonia Mundi)
- 프랑소와 르네 뒤샤블, 1995 (Virgin Classics)
- 알프레드 브렌델, 1996 (Philips)
- 루돌프 부흐빈더, 2001 (Teldec classics)
- 트루델리스 레온하르트, 2001 (Cascavelle)
- 안느 퀘펠렉, 2004 (Mirare)
- 레온 플라이셔, 2005 (Vanguard Classics)
- 린다 니콜슨, 2007 (Accent)
- 장 프레데릭 노이부르거, 2009 (Mirare)
- 필리포 감바, 2011 (Decca)
- 장-마르크 뤼사다, 2011 (Sony)

## 참고 문헌
- Ludwig Nohl, Neue Briefe Beethovens, Stuttgart 1867
- Klaus Martin Kopitz, Beethoven, Elisabeth Röckel und das Albumblatt „Für Elise“, Köln 2010, ISBN 978-3-936655-87-2
- Klaus Martin Kopitz, Beethoven’s ‘Elise’ Elisabeth Röckel: a forgotten love story and a famous piano piece, in: The Musical Times, vol. 161, no. 1953 (Winter 2020), pp. 9–26